# Henotesia turbans
Henotesia turbans är en fjärilsart som beskrevs av Charles Oberthür 1916. Henotesia turbans ingår i släktet Henotesia och familjen praktfjärilar. Inga underarter finns listade i Catalogue of Life.